# Луїш I
Луїш I (порт. Luís I; 31 жовтня 1838 — 19 жовтня 1889) — король Португалії (1861—1889). Представник Брагансько-Кобурзького дому. Син Марії II та Фердинанда II. Належав до дому Саксен-Кобург-Гота, офіційно його вважали представником династії Браганса-Кобург. Вступив на трон після смерті свого брата Педру V. Правління відзначено проведенням низки ліберальних реформ всередині країни та скасуванням рабства в колоніях. Португалія при ньому зробила помітні успіхи в економічному розвитку. Також були розширені колоніальні володіння в Африці. Був освіченою людиною та писав вірші рідною мовою, але не мав ніяких інших талантів, які давали можливість відзначитися на політичному верху, де він опинився після смерті його двох старших братів, Педру V і Фердинанда. Прізвисько — Популярний (порт. о Popularo).

## Політика
У внутрішній політиці правління Луїша I відзначено неоригінальною та неефективною зміною перехідних урядів, сформованих в різний час ліберально налаштованими прогресистами і — консервативно — регенераторами, яким король благоволив. На роки правління Луїша припав один з періодів внутрішньої стагнації в Португалії, коли королівство найбільшою мірою відставало від інших західноєвропейських держав Європи в політичній, економічній, технологічній сферах.

## Колонії
Колоніальна політика в період правління Луїша ознаменована закріпленням за Португалією затоки Делагоа в 1875 році, а також втратою Португалією сухопутного кордону між Анголою та Мозамбіком у зв'язку з початком активної діяльності бельгійців у Конго.

## Родина
Дружина (з 1862) — Марія Пія Савойська (1847—1911), донька італійського короля Віктора Еммануїла II.
Діти:
- Карлуш I (1863—1908) — передостанній король Португалії
- Альфонс (1865—1920) — герцог Порту
- Син (народився і помер 27/28 листопада 1866).

## Пам'ять
На честь короля назвали міст Понте-де-Дон-Луїш через річку Дору в Португалії. З'єднує міста Порту та Віла-Нова-ді-Гайя.